# Preferente Galicia 2021-22

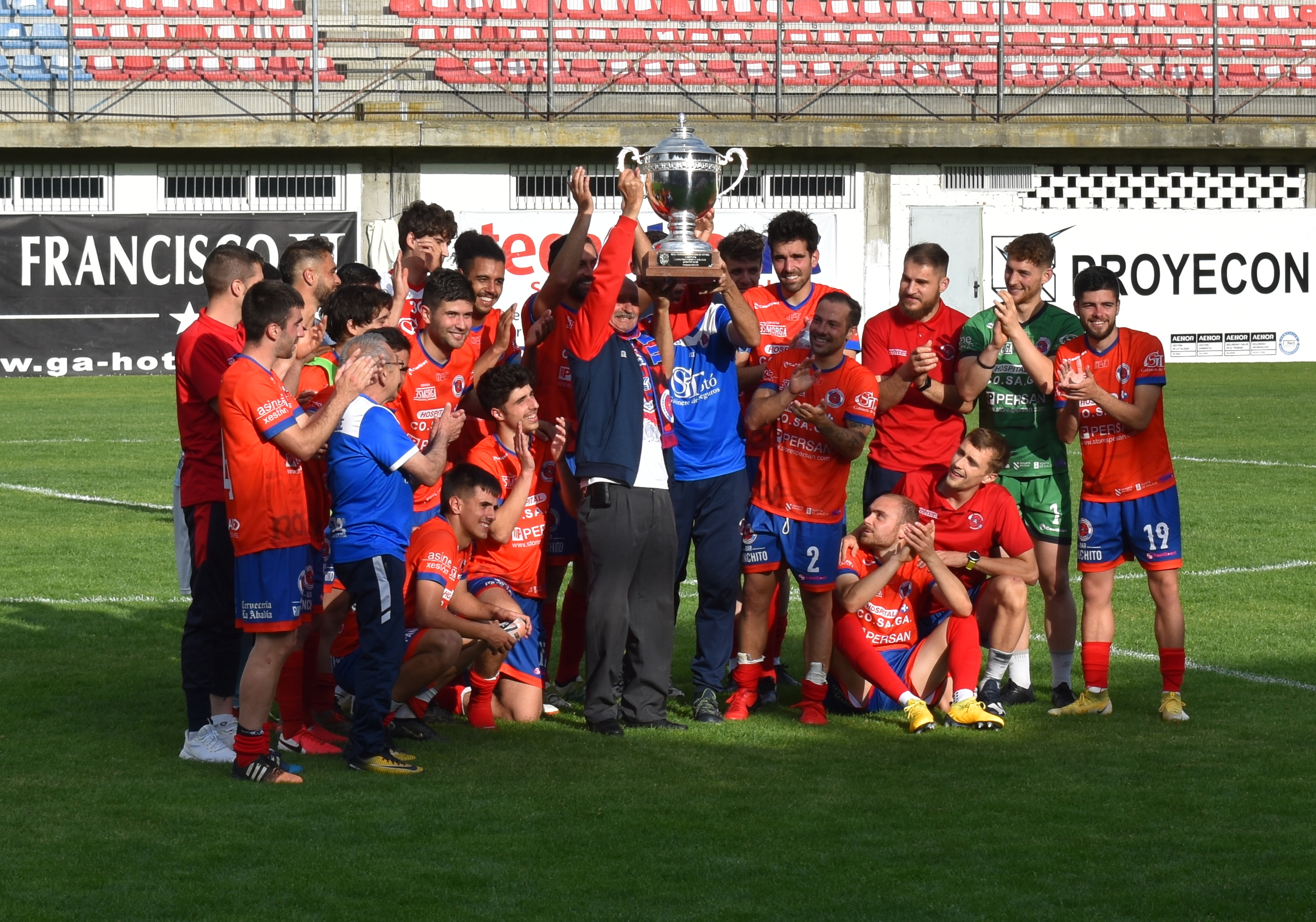
Entrega de la copa a la UD Ourense.

La temporada 2021–22 de la Preferente Galicia de fútbol fue la 82.ª edición de dicho campeonato. Comenzó el 19 de septiembre de 2021 y finalizó el 29 de mayo de 2022.

## Sistema de competición
Debido a la situación sanitaria provocada por la pandemia de COVID-19, el sistema de competición varió respecto al de temporadas anteriores. La competición se desarrolló en dos fases.

### Primera fase
En la primera fase participaron los 50 clubes, distribuidos en dos grupos -Norte y Sur-, divididos cada uno, a su vez, en dos subgrupos de doce o trece equipos cada uno denominados A y B. Se disputaron un total de 22 jornadas para el subgrupo de 12 equipos y 26 jornadas para los subgrupos de 13 equipos. Los clubes participantes se enfrentaron a doble vuelta mediante el sistema de puntos. 
Los clubes clasificados en los cinco primeros puestos de los cuatro subgrupos accedieron a la fase de ascenso a Tercera División RFEF y los clasificados del 6º al 12º o 13.er lugar, según el subgrupo, accedieron a la fase de permanencia para evitar el descenso a Primera Galicia.

### Fase de ascenso a Tercera División RFEF
En la fase de ascenso participaron los 20 clubes clasificados en los cinco primeros puestos de los cuatro subgrupos de la primera fase, distribuidos en dos grupos -Norte y Sur- de diez equipos cada uno. Los primeros clasificados de cada subgrupo comenzaron la fase de ascenso con 6 puntos, los segundos clasificados con 4, los terceros con 3, los cuartos con 2 y los quintos con 1 punto. Los clubes participantes se enfrentaron a doble vuelta mediante el sistema de puntos y no se enfrentaron a los equipos que procedían de su mismo subgrupo, disputándose un total de 10 jornadas.
Los clubes clasificados en los dos primeros puestos de los dos subgrupos participaron en la Tercera División RFEF 2022-23. Los terceros clasificados de los dos subgrupos disputaron una eliminatoria entre ellos y el que resultó vencedor participó en la fase previa interterritorial de la Copa del Rey de fútbol 2022-23.

### Fase de permanencia
En la fase de permanencia participaron los 30 clubes clasificados a partir de la sexta posición de los cuatro subgrupos de la primera fase, distribuidos en seis subgrupos -tres Norte y tres Sur- de cinco equipos cada uno. Los sextos clasificados de cada subgrupo comenzaron la fase de ascenso con 7 puntos, los séptimos clasificados con 6, los octavos con 5, los novenos con 4, los décimos con 3, los undécimos con 2, los duodécimos con 1 punto y los decimoterceros con 0 puntos. Los clubes participantes se enfrentaron a doble vuelta mediante el sistema de puntos, disputándose un total de 8 jornadas.
Los clubes clasificados en los dos últimos puestos de los seis subgrupos descendieron a Primera Galicia.
También descendieron debido a la reestructuración de la categoría (al tener que pasar de 50 a los habituales 40 participantes pre-pandemia para la siguiente temporada) dos de los clubes clasificados en el tercer puesto de cada uno de los tres subgrupos (dos tercer clasificados de los tres subgrupos de Norte y dos tercer clasificados de los tres subgrupos de Sur) con peor coeficiente de puntuación. Para este cálculo se tuvieron en cuenta los partidos disputados y la puntuación obtenida en el cómputo global de la competición.

## Equipos participantes
En esta temporada tuvieron derecho a inscribirse en la categoría un total de 50 equipos, 33 que mantenían la categoría, 9 que no se inscribieron la temporada anterior y 8 descendidos de Tercera División. 

### Ascensos y descensos
| Descendidos de 3.ª División | Descendidos de 3.ª División | Descendidos de 3.ª División | Descendidos de 3.ª División |
| Pos.                        | Equipo                      | Pos.                        | Equipo                      |
| --------------------------- | --------------------------- | --------------------------- | --------------------------- |
| 5.º                         | UD Ourense                  | 9.º                         | UD Atios                    |
| 6.º                         | CD Ribadumia                | 10.º                        | UD Paiosaco                 |
| 7.º                         | Agrupación Estudiantil CF   | 11.º                        | CD As Pontes                |
| 8.º                         | SD Fisterra                 | 12.º                        | CD Pontellas                |

| Ascendidos a 3.ª RFEF | Ascendidos a 3.ª RFEF | Ascendidos a 3.ª RFEF | Ascendidos a 3.ª RFEF    |
| Pos.                  | Equipo                | Pos.                  | Equipo                   |
| --------------------- | --------------------- | --------------------- | ------------------------ |
| 1.º (N)               | CF Noia               | 1.º (S)               | Atlético Arnoia          |
| 2.º (N)               | SD Sofán              | 2.º (S)               | SD Juvenil de Ponteareas |

### Composición de grupos
Los 50 equipos se distribuyeron en los dos grupos habituales por distribución geográfica (norte y sur) que se dividieron en dos subgrupos cada uno, de 12 y 13 equipos.
| GRUPO NORTE               | GRUPO NORTE             | GRUPO SUR            | GRUPO SUR               |
| Subgrupo A                | Subgrupo B              | Subgrupo A           | Subgrupo B              |
| ------------------------- | ----------------------- | -------------------- | ----------------------- |
| Agrupación Estudiantil CF | At. Coruña Montañeros   | CD Beluso            | UD Atios                |
| Atlético Arteixo          | Atlético Escairón       | Céltiga FC           | UD Barbadás             |
| Boimorto CF               | Betanzos CF             | RC Celta C-Gran Peña | Caselas FC              |
| CD Boiro                  | CD Foz                  | Juventud Cambados    | Cultural Areas          |
| SD Dubra                  | SDC Galicia de Mugardos | CD Moaña             | Mondariz CF             |
| SD Fisterra               | Club Lemos              | Pontevedra CF B      | SD Nogueira de Ramuín   |
| Laracha CF                | CD As Pontes            | Portonovo SD         | UD Ourense              |
| UD Paiosaco               | SDC Residencia          | CD Ribadumia         | Polígono San Ciprián CF |
| SD O Pino                 | Ribadeo FC              | Umia CF              | CD Pontellas            |
| Puebla CF                 | San Tirso SD            | CD Valladares        | Porriño Industrial CF   |
| Sigüeiro CF               | SD Santaballés          | Villalonga FC        | Sporting Guardés        |
| Xallas FC                 | SD Sarriana             | Xuventude Sanxenxo   | CD Velle                |
|                           | Victoria CF             |                      | Verín CF                |

     Clubes que permanecen en la categoría

     Clubes descendidos de Tercera División

## Primera fase

### Grupo Norte Subgrupo A

#### Clasificación
| Pos. | Equipo                    | Pts. | PJ | G  | E  | P  | GF | GC | Dif. |                            |
| ---- | ------------------------- | ---- | -- | -- | -- | -- | -- | -- | ---- | -------------------------- |
| 1    | Atlético Arteixo          | 53   | 22 | 16 | 5  | 1  | 52 | 9  | +43  | Accede a Grupo Ascenso     |
| 2    | Sigüeiro CF               | 42   | 22 | 12 | 6  | 4  | 30 | 16 | +14  | Accede a Grupo Ascenso     |
| 3    | UD Paiosaco               | 41   | 22 | 11 | 8  | 3  | 43 | 15 | +28  | Accede a Grupo Ascenso     |
| 4    | SD Fisterra               | 40   | 22 | 11 | 7  | 4  | 39 | 20 | +19  | Accede a Grupo Ascenso     |
| 5    | SD Dubra                  | 37   | 22 | 10 | 7  | 5  | 30 | 20 | +10  | Accede a Grupo Ascenso     |
| 6    | SD O Pino                 | 33   | 22 | 10 | 3  | 9  | 31 | 28 | +3   | Accede a Grupo Permanencia |
| 7    | CD Boiro                  | 31   | 22 | 7  | 10 | 5  | 24 | 25 | −1   | Accede a Grupo Permanencia |
| 8    | Boimorto CF               | 26   | 22 | 8  | 2  | 12 | 29 | 43 | −14  | Accede a Grupo Permanencia |
| 9    | Puebla FC                 | 25   | 22 | 6  | 7  | 9  | 31 | 39 | −8   | Accede a Grupo Permanencia |
| 10   | Xallas FC                 | 19   | 22 | 6  | 1  | 15 | 26 | 43 | −17  | Accede a Grupo Permanencia |
| 11   | Laracha CF                | 16   | 22 | 4  | 4  | 14 | 31 | 47 | −16  | Accede a Grupo Permanencia |
| 12   | Agrupación Estudiantil CF | −7   | 22 | 1  | 0  | 21 | 12 | 73 | −61  | Accede a Grupo Permanencia |

Actualizado a los partidos jugados el 20 de marzo de 2022.
 Fuente: Resultados Fútbol

#### Resultados
| Local \ Visitante         | AGR | ART | BOM | BOR | DUB | FIS | LAR | PAI | PIN | PUE | SIG | XAL |
| ------------------------- | --- | --- | --- | --- | --- | --- | --- | --- | --- | --- | --- | --- |
| Agrupación Estudiantil CF | —   | 0–4 | 1–3 | 1–2 | 0–2 | 1–4 | 3–5 | 0–1 | 1–2 | 1–0 | 0–3 | 0–2 |
| Atlético Arteixo          | 6–0 | —   | 5–1 | 3–0 | 3–0 | 1–1 | 3–0 | 1–1 | 1–0 | 4–0 | 1–0 | 3–0 |
| Boimorto CF               | 3–0 | 0–2 | —   | 0–0 | 3–2 | 3–2 | 3–1 | 1–3 | 2–1 | 0–0 | 3–0 | 1–2 |
| CD Boiro                  | 2–0 | 0–0 | 1–0 | —   | 0–0 | 2–2 | 1–1 | 1–1 | 1–0 | 2–1 | 0–1 | 2–1 |
| SD Dubra                  | 4–0 | 0–2 | 0–1 | 1–1 | —   | 0–1 | 1–0 | 1–1 | 2–1 | 1–1 | 2–2 | 3–0 |
| SD Fisterra               | 3–0 | 0–0 | 1–0 | 2–0 | 1–1 | —   | 3–0 | 0–1 | 3–1 | 2–2 | 1–1 | 4–0 |
| Laracha CF                | 7–3 | 1–3 | 3–1 | 2–2 | 0–1 | 0–2 | —   | 1–2 | 0–3 | 0–2 | 0–0 | 0–1 |
| UD Paiosaco               | 7–0 | 0–2 | 6–0 | 4–0 | 0–0 | 1–1 | 4–2 | —   | 1–1 | 5–0 | 0–1 | 1–1 |
| SD O Pino                 | 2–0 | 2–3 | 3–2 | 1–1 | 1–2 | 1–0 | 3–2 | 0–2 | —   | 4–2 | 0–1 | 1–0 |
| Puebla FC                 | 3–0 | 3–2 | 3–1 | 2–2 | 0–2 | 2–3 | 3–3 | 1–1 | 1–2 | —   | 1–1 | 2–1 |
| Sigüeiro CF               | 4–0 | 0–0 | 2–0 | 2–0 | 1–2 | 1–0 | 2–1 | 1–0 | 1–1 | 1–0 | —   | 4–2 |
| Xallas FC                 | 4–1 | 0–3 | 5–1 | 0–4 | 1–3 | 2–3 | 1–2 | 0–1 | 0–1 | 1–2 | 2–1 | —   |

### Grupo Norte Subgrupo B

#### Clasificación
| Pos. | Equipo                  | Pts. | PJ | G  | E  | P  | GF | GC | Dif. |                            |
| ---- | ----------------------- | ---- | -- | -- | -- | -- | -- | -- | ---- | -------------------------- |
| 1    | SD Sarriana             | 57   | 24 | 18 | 3  | 3  | 57 | 16 | +41  | Accede a Grupo Ascenso     |
| 2    | Betanzos CF             | 50   | 24 | 15 | 5  | 4  | 47 | 18 | +29  | Accede a Grupo Ascenso     |
| 3    | At. Coruña Montañeros   | 47   | 24 | 13 | 8  | 3  | 50 | 26 | +24  | Accede a Grupo Ascenso     |
| 4    | Club Lemos              | 41   | 24 | 12 | 5  | 7  | 29 | 25 | +4   | Accede a Grupo Ascenso     |
| 5    | SDC Galicia de Mugardos | 40   | 24 | 12 | 4  | 8  | 28 | 26 | +2   | Accede a Grupo Ascenso     |
| 6    | San Tirso SD            | 39   | 24 | 11 | 6  | 7  | 38 | 29 | +9   | Accede a Grupo Permanencia |
| 7    | Ribadeo FC              | 37   | 24 | 9  | 10 | 5  | 31 | 23 | +8   | Accede a Grupo Permanencia |
| 8    | CD As Pontes            | 34   | 24 | 9  | 7  | 8  | 37 | 28 | +9   | Accede a Grupo Permanencia |
| 9    | Victoria CF             | 26   | 24 | 7  | 5  | 12 | 26 | 37 | −11  | Accede a Grupo Permanencia |
| 10   | SDC Residencia          | 24   | 24 | 5  | 9  | 10 | 27 | 35 | −8   | Accede a Grupo Permanencia |
| 11   | SD Santaballés          | 19   | 24 | 3  | 10 | 11 | 26 | 38 | −12  | Accede a Grupo Permanencia |
| 12   | CD Foz                  | 11   | 24 | 3  | 2  | 19 | 13 | 54 | −41  | Accede a Grupo Permanencia |
| 13   | Atlético Escairón       | 6    | 24 | 2  | 0  | 22 | 20 | 74 | −54  | Accede a Grupo Permanencia |

Actualizado a los partidos jugados el 20 de marzo de 2022.
 Fuente: Resultados Fútbol

#### Resultados
| Local \ Visitante       | MON | ESC | BET | FOZ | GAL | LEM | ASP | RES | RIB | STI | STB | SAR | VIC |
| ----------------------- | --- | --- | --- | --- | --- | --- | --- | --- | --- | --- | --- | --- | --- |
| At. Coruña Montañeros   | —   | 1–0 | 0–0 | 6–0 | 0–1 | 1–1 | 1–1 | 2–1 | 1–1 | 1–3 | 2–2 | 2–1 | 3–3 |
| Atlético Escairón       | 0–7 | —   | 1–3 | 1–3 | 2–3 | 2–3 | 0–5 | 3–1 | 3–6 | 0–5 | 0–3 | 0–2 | 2–0 |
| Betanzos CF             | 3–0 | 4–2 | —   | 3–0 | 1–0 | 4–0 | 3–1 | 4–0 | 2–0 | 2–1 | 3–1 | 1–2 | 1–3 |
| CD Foz                  | 1–3 | 1–0 | 0–4 | —   | 1–2 | 0–1 | 1–3 | 0–1 | 0–4 | 1–2 | 0–1 | 0–3 | 0–1 |
| SDC Galicia de Mugardos | 0–1 | 3–0 | 1–1 | 1–0 | —   | 1–3 | 0–1 | 1–0 | 1–1 | 1–1 | 0–0 | 1–0 | 1–0 |
| Club Lemos              | 1–3 | 3–1 | 0–1 | 2–0 | 2–3 | —   | 1–0 | 2–0 | 0–0 | 0–0 | 1–0 | 0–2 | 2–1 |
| CD As Pontes            | 1–2 | 3–0 | 0–2 | 4–0 | 0–1 | 1–0 | —   | 1–1 | 0–1 | 3–0 | 2–2 | 2–1 | 2–1 |
| SDC Residencia          | 1–2 | 1–0 | 1–1 | 0–0 | 4–1 | 1–1 | 2–2 | —   | 0–0 | 0–3 | 1–0 | 0–1 | 1–1 |
| Ribadeo FC              | 0–1 | 3–1 | 0–0 | 1–0 | 2–1 | 3–3 | 2–1 | 2–1 | —   | 3–0 | 1–1 | 1–1 | 0–2 |
| San Tirso SD            | 1–1 | 2–0 | 2–1 | 4–1 | 3–1 | 0–1 | 1–1 | 1–4 | 0–0 | —   | 3–1 | 0–2 | 2–1 |
| SD Santaballés          | 1–4 | 4–0 | 0–0 | 1–2 | 1–2 | 0–1 | 1–1 | 4–4 | 0–0 | 2–2 | —   | 0–2 | 0–2 |
| SD Sarriana             | 2–2 | 5–1 | 3–0 | 5–1 | 2–1 | 1–0 | 5–2 | 1–1 | 3–0 | 1–0 | 4–0 | —   | 3–1 |
| Victoria CF             | 1–4 | 3–1 | 0–3 | 1–1 | 0–1 | 0–1 | 0–0 | 2–1 | 1–0 | 1–2 | 1–1 | 0–5 | —   |

### Grupo Sur Subgrupo A

#### Clasificación
| Pos. | Equipo               | Pts. | PJ | G  | E | P  | GF | GC | Dif. |                            |
| ---- | -------------------- | ---- | -- | -- | - | -- | -- | -- | ---- | -------------------------- |
| 1    | RC Celta C-Gran Peña | 49   | 22 | 15 | 4 | 3  | 51 | 26 | +25  | Accede a Grupo Ascenso     |
| 2    | Villalonga FC        | 40   | 22 | 12 | 4 | 6  | 42 | 29 | +13  | Accede a Grupo Ascenso     |
| 3    | Pontevedra CF B      | 38   | 22 | 11 | 5 | 6  | 32 | 25 | +7   | Accede a Grupo Ascenso     |
| 4    | Portonovo SD         | 35   | 22 | 10 | 5 | 7  | 36 | 29 | +7   | Accede a Grupo Ascenso     |
| 5    | Umia CF              | 33   | 22 | 9  | 6 | 7  | 26 | 25 | +1   | Accede a Grupo Ascenso     |
| 6    | CD Ribadumia         | 32   | 22 | 8  | 8 | 6  | 32 | 24 | +8   | Accede a Grupo Permanencia |
| 7    | CD Valladares        | 32   | 22 | 8  | 8 | 6  | 30 | 29 | +1   | Accede a Grupo Permanencia |
| 8    | Juventud Cambados    | 30   | 22 | 8  | 6 | 8  | 32 | 30 | +2   | Accede a Grupo Permanencia |
| 9    | CD Beluso            | 25   | 22 | 7  | 4 | 11 | 34 | 36 | −2   | Accede a Grupo Permanencia |
| 10   | Céltiga FC           | 24   | 22 | 6  | 6 | 10 | 28 | 37 | −9   | Accede a Grupo Permanencia |
| 11   | Xuventude Sanxenxo   | 24   | 22 | 7  | 3 | 12 | 28 | 39 | −11  | Accede a Grupo Permanencia |
| 12   | CD Moaña             | 3    | 22 | 0  | 3 | 19 | 19 | 61 | −42  | Accede a Grupo Permanencia |

Actualizado a los partidos jugados el 20 de marzo de 2022.
 Fuente: Resultados Fútbol

#### Resultados
| Local \ Visitante    | BEL | CEL | GRA | JUV | MOA | PON | POR | RBU | UMI | VAL | VIL | XUV |
| -------------------- | --- | --- | --- | --- | --- | --- | --- | --- | --- | --- | --- | --- |
| CD Beluso            | —   | 1–2 | 0–2 | 4–3 | 5–1 | 0–1 | 0–2 | 1–1 | 1–0 | 1–2 | 2–3 | 3–0 |
| Céltiga FC           | 0–0 | —   | 1–3 | 0–2 | 3–0 | 2–2 | 2–2 | 1–0 | 1–2 | 2–2 | 3–1 | 3–2 |
| RC Celta C-Gran Peña | 5–4 | 3–0 | —   | 2–1 | 3–1 | 0–2 | 4–2 | 1–1 | 4–0 | 0–0 | 3–1 | 4–3 |
| Juventud Cambados    | 4–0 | 1–0 | 2–2 | —   | 3–1 | 1–0 | 1–3 | 1–1 | 1–1 | 0–0 | 1–1 | 0–1 |
| CD Moaña             | 0–3 | 2–2 | 1–3 | 2–2 | —   | 0–1 | 1–2 | 2–3 | 0–1 | 0–3 | 0–3 | 1–2 |
| Pontevedra CF B      | 2–1 | 2–2 | 3–1 | 2–3 | 1–0 | —   | 0–1 | 2–1 | 1–0 | 3–2 | 0–1 | 2–2 |
| Portonovo SD         | 2–3 | 3–0 | 0–2 | 1–0 | 4–2 | 1–2 | —   | 0–2 | 2–2 | 2–2 | 0–1 | 3–0 |
| CD Ribadumia         | 3–0 | 3–1 | 1–1 | 2–3 | 2–1 | 0–0 | 0–1 | —   | 0–0 | 1–1 | 1–1 | 2–1 |
| Umia CF              | 1–1 | 1–0 | 1–2 | 2–0 | 1–1 | 3–0 | 0–1 | 2–1 | —   | 1–1 | 1–2 | 1–0 |
| CD Valladares        | 0–3 | 2–1 | 0–3 | 1–0 | 4–1 | 2–2 | 2–1 | 0–2 | 0–1 | —   | 1–0 | 3–2 |
| Villalonga FC        | 2–1 | 3–0 | 1–0 | 3–0 | 7–0 | 1–4 | 2–2 | 2–4 | 4–1 | 2–2 | —   | 0–3 |
| Xuventude Sanxenxo   | 0–0 | 0–2 | 1–3 | 1–3 | 3–2 | 1–0 | 1–1 | 2–1 | 2–4 | 1–0 | 0–1 | —   |

### Grupo Sur Subgrupo B

#### Clasificación
| Pos. | Equipo                  | Pts. | PJ | G  | E | P  | GF | GC | Dif. |                            |
| ---- | ----------------------- | ---- | -- | -- | - | -- | -- | -- | ---- | -------------------------- |
| 1    | UD Ourense              | 66   | 24 | 21 | 3 | 0  | 58 | 13 | +45  | Accede a Grupo Ascenso     |
| 2    | UD Barbadás             | 44   | 24 | 13 | 5 | 6  | 31 | 22 | +9   | Accede a Grupo Ascenso     |
| 3    | Cultural Areas          | 42   | 24 | 13 | 3 | 8  | 36 | 23 | +13  | Accede a Grupo Ascenso     |
| 4    | Verín CF                | 41   | 24 | 12 | 5 | 7  | 40 | 24 | +16  | Accede a Grupo Ascenso     |
| 5    | CD Pontellas            | 40   | 24 | 12 | 4 | 8  | 28 | 23 | +5   | Accede a Grupo Ascenso     |
| 6    | Porriño Industrial CF   | 37   | 24 | 10 | 7 | 7  | 41 | 30 | +11  | Accede a Grupo Permanencia |
| 7    | UD Atios                | 37   | 24 | 10 | 7 | 7  | 32 | 29 | +3   | Accede a Grupo Permanencia |
| 8    | Sporting Guardés        | 29   | 24 | 7  | 8 | 9  | 20 | 28 | −8   | Accede a Grupo Permanencia |
| 9    | SD Nogueira de Ramuín   | 28   | 24 | 7  | 7 | 10 | 30 | 33 | −3   | Accede a Grupo Permanencia |
| 10   | Caselas FC              | 25   | 24 | 7  | 4 | 13 | 14 | 34 | −20  | Accede a Grupo Permanencia |
| 11   | CD Velle                | 20   | 24 | 5  | 5 | 14 | 23 | 41 | −18  | Accede a Grupo Permanencia |
| 12   | Mondariz CF             | 13   | 24 | 3  | 4 | 17 | 20 | 37 | −17  | Accede a Grupo Permanencia |
| 13   | Polígono San Ciprián CF | 13   | 24 | 3  | 4 | 17 | 14 | 50 | −36  | Accede a Grupo Permanencia |

Actualizado a los partidos jugados el 20 de marzo de 2022.
 Fuente: Resultados Fútbol

#### Resultados
| Local \ Visitante       | ATI | BAR | CAS | CUL | MON | NOG | OUR | POL | PON | POR | SPO | VEL | VER |
| ----------------------- | --- | --- | --- | --- | --- | --- | --- | --- | --- | --- | --- | --- | --- |
| UD Atios                | —   | 0–1 | 1–0 | 0–0 | 1–0 | 3–2 | 0–2 | 1–1 | 3–0 | 2–2 | 0–0 | 2–0 | 2–1 |
| UD Barbadás             | 1–0 | —   | 3–0 | 3–2 | 2–1 | 2–2 | 0–2 | 1–2 | 1–0 | 2–2 | 1–0 | 3–1 | 1–2 |
| Caselas FC              | 2–0 | 1–2 | —   | 1–0 | 2–1 | 0–3 | 0–0 | 0–0 | 0–1 | 1–0 | 0–2 | 1–1 | 0–2 |
| Cultural Areas          | 0–2 | 1–0 | 3–0 | —   | 2–0 | 2–1 | 1–2 | 3–1 | 0–2 | 1–1 | 1–1 | 3–1 | 3–0 |
| Mondariz CF             | 2–3 | 1–2 | 0–0 | 0–2 | —   | 0–1 | 1–3 | 4–0 | 0–1 | 2–1 | 1–0 | 0–0 | 1–1 |
| SD Nogueira de Ramuín   | 2–3 | 0–0 | 0–1 | 0–1 | 3–2 | —   | 1–1 | 1–1 | 0–1 | 0–2 | 0–0 | 0–0 | 1–3 |
| UD Ourense              | 2–1 | 3–1 | 6–0 | 1–0 | 2–0 | 4–1 | —   | 1–0 | 2–0 | 5–2 | 4–0 | 2–0 | 2–2 |
| Polígono San Ciprián CF | 3–1 | 0–1 | 0–2 | 0–4 | 2–1 | 0–2 | 1–2 | —   | 1–3 | 0–0 | 0–1 | 1–3 | 0–4 |
| CD Pontellas            | 1–2 | 0–2 | 1–3 | 2–0 | 1–1 | 1–2 | 0–2 | 3–0 | —   | 1–1 | 1–1 | 3–0 | 1–0 |
| Porriño Industrial CF   | 1–1 | 0–0 | 2–0 | 2–1 | 2–1 | 4–3 | 1–2 | 5–0 | 1–2 | —   | 2–0 | 3–0 | 1–0 |
| Sporting Guardés        | 2–2 | 0–0 | 1–0 | 1–2 | 1–0 | 1–2 | 0–5 | 2–0 | 0–1 | 2–1 | —   | 1–0 | 2–2 |
| CD Velle                | 2–2 | 0–2 | 2–0 | 1–2 | 1–0 | 0–2 | 1–2 | 3–0 | 1–2 | 3–2 | 2–2 | —   | 0–2 |
| Verín CF                | 2–0 | 2–0 | 3–0 | 1–2 | 4–1 | 1–1 | 0–1 | 2–1 | 0–0 | 1–3 | 1–0 | 4–1 | —   |

## Segunda fase

### Ascenso Grupo Norte

#### Clasificación
| Pos. | Equipo                  | Pts. | PJ | G | E | P | GF | GC | Dif. |                                                                   |
| ---- | ----------------------- | ---- | -- | - | - | - | -- | -- | ---- | ----------------------------------------------------------------- |
| 1    | Atlético Arteixo        | 29   | 10 | 7 | 2 | 1 | 16 | 7  | +9   | Asciende a Tercera División RFEF 2022-23                          |
| 2    | UD Paiosaco             | 28   | 10 | 8 | 1 | 1 | 17 | 5  | +12  | Asciende a Tercera División RFEF 2022-23                          |
| 3    | SD Sarriana             | 26   | 10 | 6 | 2 | 2 | 15 | 10 | +5   | Accede a la Fase Territorial de la Copa del Rey de fútbol 2022-23 |
| 4    | Sigüeiro CF             | 16   | 10 | 3 | 3 | 4 | 7  | 11 | −4   |                                                                   |
| 5    | Betanzos CF             | 15   | 10 | 3 | 2 | 5 | 12 | 12 | 0    |                                                                   |
| 6    | SD Dubra                | 13   | 10 | 3 | 3 | 4 | 9  | 11 | −2   |                                                                   |
| 7    | Club Lemos              | 12   | 10 | 2 | 4 | 4 | 7  | 10 | −3   |                                                                   |
| 8    | SD Fisterra             | 12   | 10 | 2 | 4 | 4 | 10 | 21 | −11  |                                                                   |
| 9    | At. Coruña Montañeros   | 10   | 10 | 2 | 1 | 7 | 12 | 16 | −4   |                                                                   |
| 10   | SDC Galicia de Mugardos | 8    | 10 | 1 | 4 | 5 | 9  | 11 | −2   |                                                                   |

Actualizado a los partidos jugados el 29 de mayo de 2022.
 Fuente: Resultados Fútbol

#### Resultados
| Local \ Visitante       | ART | MON | BET | DUB | FIS | GAL | LEM | PAI | SAR | SIG |
| ----------------------- | --- | --- | --- | --- | --- | --- | --- | --- | --- | --- |
| Atlético Arteixo        | —   | 1–0 | 2–1 |     |     | 1–0 | 0–0 |     | 3–0 |     |
| At. Coruña Montañeros   | 2–3 | —   |     | 0–3 | 4–0 |     |     | 1–4 |     | 1–2 |
| Betanzos CF             | 0–0 |     | —   | 3–2 | 0–1 |     |     | 0–1 |     | 4–0 |
| SD Dubra                |     | 1–0 | 0–2 | —   |     | 0–3 | 0–0 |     | 0–0 |     |
| SD Fisterra             |     | 0–3 | 1–1 |     | —   | 2–2 | 1–1 |     | 1–1 |     |
| SDC Galicia de Mugardos | 1–2 |     |     | 1–1 | 1–2 | —   |     | 1–1 |     | 0–0 |
| Club Lemos              | 0–3 |     |     | 1–2 | 3–0 |     | —   | 0–1 |     | 0–0 |
| UD Paiosaco             |     | 1–0 | 3–0 |     |     | 1–0 | 2–0 | —   | 1–0 |     |
| SD Sarriana             | 3–1 |     |     | 1–0 | 5–2 |     |     | 3–2 | —   | 1–0 |
| Sigüeiro CF             |     | 1–1 | 2–1 |     |     | 1–0 | 1–2 |     | 0–1 | —   |

### Ascenso Grupo Sur

#### Clasificación
| Pos. | Equipo               | Pts. | PJ | G | E | P | GF | GC | Dif. |                                                                        |
| ---- | -------------------- | ---- | -- | - | - | - | -- | -- | ---- | ---------------------------------------------------------------------- |
| 1    | UD Ourense           | 29   | 10 | 7 | 2 | 1 | 20 | 6  | +14  | Asciende a Tercera División RFEF 2022-23                               |
| 2    | RC Celta C-Gran Peña | 23   | 10 | 5 | 2 | 3 | 14 | 11 | +3   | Asciende a Tercera División RFEF 2022-23                               |
| 3    | UD Barbadás          | 20   | 10 | 5 | 1 | 4 | 14 | 15 | −1   | Accede y gana la Fase Territorial de la Copa del Rey de fútbol 2022-23 |
| 4    | Pontevedra CF B      | 20   | 10 | 5 | 2 | 3 | 23 | 19 | +4   |                                                                        |
| 5    | Portonovo SD         | 20   | 10 | 6 | 0 | 4 | 17 | 13 | +4   |                                                                        |
| 6    | Umia CF              | 17   | 10 | 4 | 4 | 2 | 19 | 14 | +5   |                                                                        |
| 7    | Cultural Areas       | 15   | 10 | 3 | 3 | 4 | 16 | 17 | −1   |                                                                        |
| 8    | Villalonga FC        | 12   | 10 | 2 | 2 | 6 | 9  | 15 | −6   |                                                                        |
| 9    | CD Pontellas         | 8    | 10 | 2 | 1 | 7 | 12 | 23 | −11  |                                                                        |
| 10   | Verín CF             | 8    | 10 | 1 | 3 | 6 | 10 | 21 | −11  |                                                                        |

Actualizado a los partidos jugados el 29 de mayo de 2022.
 Fuente: Resultados Fútbol

#### Resultados
| Local \ Visitante    | BAR | CUL | GRA | OUR | PNT | PON | POR | UMI | VER | VIL |
| -------------------- | --- | --- | --- | --- | --- | --- | --- | --- | --- | --- |
| UD Barbadás          | —   |     | 0–2 |     |     | 2–1 | 1–0 | 0–1 |     | 3–1 |
| Cultural Areas       |     | —   | 2–1 |     |     | 1–2 | 2–1 | 3–3 |     | 4–2 |
| RC Celta C-Gran Peña | 3–1 | 1–1 | —   | 1–1 | 1–0 |     |     |     | 4–0 |     |
| UD Ourense           |     |     | 3–0 | —   |     | 5–1 | 2–0 | 2–1 |     | 2–0 |
| CD Pontellas         |     |     | 3–0 |     | —   | 2–5 | 1–2 | 1–4 |     | 1–3 |
| Pontevedra CF B      | 3–1 | 3–1 |     | 1–3 | 2–2 | —   |     |     | 4–1 |     |
| Portonovo SD         | 1–2 | 2–1 |     | 1–0 | 1–2 |     | —   |     | 3–1 |     |
| Umia CF              | 2–2 | 1–1 |     | 1–1 | 2–0 |     |     | —   | 3–2 |     |
| Verín CF             |     |     | 0–1 |     |     | 1–1 | 2–3 | 2–1 | —   | 1–1 |
| Villalonga FC        | 1–2 | 1–0 |     | 0–1 | 0–1 |     |     |     | 0–0 | —   |

### Descenso Grupo Norte 1

#### Clasificación
| Pos. | Equipo                    | Pts. | PJ | G | E | P | GF | GC | Dif. |                             |
| ---- | ------------------------- | ---- | -- | - | - | - | -- | -- | ---- | --------------------------- |
| 1    | SD O Pino                 | 23   | 8  | 5 | 1 | 2 | 13 | 8  | +5   |                             |
| 2    | SDC Residencia            | 20   | 8  | 5 | 2 | 1 | 24 | 10 | +14  |                             |
| 3    | Ribadeo FC                | 18   | 8  | 3 | 3 | 2 | 13 | 12 | +1   |                             |
| 4    | Puebla FC                 | 15   | 8  | 3 | 2 | 3 | 16 | 12 | +4   | Desciende a Primera Galicia |
| 5    | Agrupación Estudiantil CF | −2   | 8  | 0 | 0 | 8 | 8  | 32 | −24  | Desciende a Primera Galicia |

Actualizado a los partidos jugados el 29 de mayo de 2022.
 Fuente: Resultados Fútbol

#### Resultados
| Local \ Visitante         | AGR | PIN | PUE | RES | RIB |
| ------------------------- | --- | --- | --- | --- | --- |
| Agrupación Estudiantil CF | —   | 1–4 | 2–4 | 1–8 | 3–4 |
| SD O Pino                 | 1–0 | —   | 2–1 | 3–4 | 0–0 |
| Puebla FC                 | 3–0 | 0–2 | —   | 2–2 | 4–0 |
| SDC Residencia            | 4–0 | 0–1 | 3–1 | —   | 1–1 |
| Ribadeo FC                | 4–1 | 2–0 | 1–1 | 1–2 | —   |

### Descenso Grupo Norte 2

#### Clasificación
| Pos. | Equipo       | Pts. | PJ | G | E | P | GF | GC | Dif. |                             |
| ---- | ------------ | ---- | -- | - | - | - | -- | -- | ---- | --------------------------- |
| 1    | Victoria CF  | 17   | 8  | 3 | 4 | 1 | 7  | 5  | +2   |                             |
| 2    | San Tirso SD | 17   | 8  | 2 | 4 | 2 | 7  | 7  | 0    |                             |
| 3    | Laracha CF   | 16   | 8  | 4 | 2 | 2 | 12 | 15 | −3   | Desciende a Primera Galicia |
| 4    | CD Foz       | 12   | 8  | 3 | 2 | 3 | 8  | 8  | 0    | Desciende a Primera Galicia |
| 5    | Boimorto CF  | 10   | 8  | 1 | 2 | 5 | 12 | 11 | +1   | Desciende a Primera Galicia |

Actualizado a los partidos jugados el 29 de mayo de 2022.
 Fuente: Resultados Fútbol

#### Resultados
| Local \ Visitante | BOM | FOZ | LAR | STI | VIC |
| ----------------- | --- | --- | --- | --- | --- |
| Boimorto CF       | —   | 1–2 | 8–0 | 0–1 | 0–0 |
| CD Foz            | 1–0 | —   | 1–2 | 2–2 | 0–1 |
| Laracha CF        | 4–2 | 2–0 | —   | 1–0 | 0–0 |
| San Tirso SD      | 1–1 | 0–0 | 2–1 | —   | 0–0 |
| Victoria CF       | 2–0 | 0–2 | 2–2 | 2–1 | —   |

### Descenso Grupo Norte 3

#### Clasificación
| Pos. | Equipo            | Pts. | PJ | G | E | P | GF | GC | Dif. |                             |
| ---- | ----------------- | ---- | -- | - | - | - | -- | -- | ---- | --------------------------- |
| 1    | CD Boiro          | 22   | 8  | 5 | 1 | 2 | 11 | 4  | +7   |                             |
| 2    | CD As Pontes      | 21   | 8  | 4 | 4 | 0 | 15 | 3  | +12  |                             |
| 3    | Xallas FC         | 20   | 8  | 5 | 2 | 1 | 17 | 5  | +12  | Desciende a Primera Galicia |
| 4    | SD Santaballés    | 7    | 8  | 1 | 2 | 5 | 9  | 20 | −11  | Desciende a Primera Galicia |
| 5    | Atlético Escairón | 1    | 8  | 0 | 1 | 7 | 2  | 22 | −20  | Desciende a Primera Galicia |

Actualizado a los partidos jugados el 29 de mayo de 2022.
 Fuente: Resultados Fútbol

#### Resultados
| Local \ Visitante | ESC | BOR | ASP | STB | XAL |
| ----------------- | --- | --- | --- | --- | --- |
| Atlético Escairón | —   | 0–2 | 0–4 | 1–1 | 0–2 |
| CD Boiro          | 2–0 | —   | 0–1 | 3–1 | 2–1 |
| CD As Pontes      | 3–0 | 0–0 | —   | 4–0 | 1–1 |
| SD Santaballés    | 5–1 | 0–2 | 1–1 | —   | 1–3 |
| Xallas FC         | 3–0 | 1–0 | 1–1 | 5–0 | —   |

### Descenso Grupo Sur 1

#### Clasificación
| Pos. | Equipo       | Pts. | PJ | G | E | P | GF | GC | Dif. |                             |
| ---- | ------------ | ---- | -- | - | - | - | -- | -- | ---- | --------------------------- |
| 1    | CD Ribadumia | 23   | 8  | 5 | 1 | 2 | 16 | 5  | +11  |                             |
| 2    | CD Beluso    | 18   | 8  | 4 | 2 | 2 | 12 | 9  | +3   |                             |
| 3    | UD Atios     | 18   | 8  | 3 | 3 | 2 | 9  | 8  | +1   |                             |
| 4    | CD Moaña     | 15   | 8  | 4 | 2 | 2 | 10 | 6  | +4   | Desciende a Primera Galicia |
| 5    | Caselas FC   | 3    | 8  | 0 | 0 | 8 | 6  | 25 | −19  | Desciende a Primera Galicia |

Actualizado a los partidos jugados el 29 de mayo de 2022.
 Fuente: Resultados Fútbol

#### Resultados
| Local \ Visitante | ATI | BEL | CAS | MOA | RBU |
| ----------------- | --- | --- | --- | --- | --- |
| UD Atios          | —   | 0–2 | 2–0 | 2–1 | 0–0 |
| CD Beluso         | 1–1 | —   | 2–1 | 0–0 | 1–3 |
| Caselas FC        | 0–3 | 2–4 | —   | 1–2 | 1–4 |
| CD Moaña          | 1–1 | 1–0 | 4–1 | —   | 1–0 |
| CD Ribadumia      | 3–0 | 1–2 | 4–0 | 1–0 | —   |

### Descenso Grupo Sur 2

#### Clasificación
| Pos. | Equipo                | Pts. | PJ | G | E | P | GF | GC | Dif. |                             |
| ---- | --------------------- | ---- | -- | - | - | - | -- | -- | ---- | --------------------------- |
| 1    | Porriño Industrial CF | 23   | 8  | 5 | 1 | 2 | 16 | 9  | +7   |                             |
| 2    | Juventud Cambados     | 18   | 8  | 4 | 1 | 3 | 13 | 12 | +1   |                             |
| 3    | Xuventude Sanxenxo    | 17   | 8  | 5 | 0 | 3 | 10 | 7  | +3   | Desciende a Primera Galicia |
| 4    | SD Nogueira de Ramuín | 13   | 8  | 3 | 0 | 5 | 13 | 15 | −2   | Desciende a Primera Galicia |
| 5    | Mondariz CF           | 6    | 8  | 1 | 2 | 5 | 10 | 19 | −9   | Desciende a Primera Galicia |

Actualizado a los partidos jugados el 29 de mayo de 2022.
 Fuente: Resultados Fútbol

#### Resultados
| Local \ Visitante     | JUV | MON | NOG | POR | XUV |
| --------------------- | --- | --- | --- | --- | --- |
| Juventud Cambados     | —   | 4–3 | 3–1 | 2–1 | 1–2 |
| Mondariz CF           | 1–1 | —   | 1–4 | 0–2 | 0–2 |
| SD Nogueira de Ramuín | 2–1 | 0–1 | —   | 2–5 | 4–1 |
| Porriño Industrial CF | 2–0 | 4–4 | 1–0 | —   | 1–0 |
| Xuventude Sanxenxo    | 0–1 | 2–0 | 2–0 | 1–0 | —   |

### Descenso Grupo Sur 3

#### Clasificación
| Pos. | Equipo                  | Pts. | PJ | G | E | P | GF | GC | Dif. |                             |
| ---- | ----------------------- | ---- | -- | - | - | - | -- | -- | ---- | --------------------------- |
| 1    | CD Valladares           | 22   | 8  | 5 | 1 | 2 | 15 | 9  | +6   |                             |
| 2    | Céltiga FC              | 17   | 8  | 4 | 2 | 2 | 15 | 7  | +8   |                             |
| 3    | Sporting Guardés        | 16   | 8  | 3 | 2 | 3 | 16 | 12 | +4   | Desciende a Primera Galicia |
| 4    | CD Velle                | 16   | 8  | 4 | 2 | 2 | 12 | 12 | 0    | Desciende a Primera Galicia |
| 5    | Polígono San Ciprián CF | 1    | 8  | 0 | 1 | 7 | 5  | 23 | −18  | Desciende a Primera Galicia |

Actualizado a los partidos jugados el 29 de mayo de 2022.
 Fuente: Resultados Fútbol

#### Resultados
| Local \ Visitante       | CEL | POL | SPO | VAL | VEL |
| ----------------------- | --- | --- | --- | --- | --- |
| Céltiga FC              | —   | 4–0 | 3–0 | 2–0 | 2–3 |
| Polígono San Ciprián CF | 0–2 | —   | 1–1 | 1–3 | 1–2 |
| Sporting Guardés        | 1–1 | 6–1 | —   | 3–2 | 4–0 |
| CD Valladares           | 2–0 | 3–1 | 2–0 | —   | 3–2 |
| CD Velle                | 1–1 | 2–0 | 2–1 | 0–0 | —   |